# Яблински, Кевин
Кевин Михел Яблински (норв. Kevin Michel Jablinski; род. 26 марта 1996, Шиен) — норвежский футболист, защитник «Йервa».

## Клубная карьера
Футболом начал заниматься в клубе «Порс Гренланд». Затем выступал за «Херкулес». Выступал за вторые команды клубов. Взрослую карьеру начал в «Уредде» из третьего дивизиона. Позже в Норвегии выступал за ряд клубом первого дивизиона: «Одд», «Фрам», «Саннефьорд», «Рёуфосс», «Эгерсунн», «Саннес Ульф» и «Эйгарден».
В июне 2021 года перешёл в фарерский «07 Вестур». 20 июня в его составе дебютировал в чемпионате Фарерских островов в гостевом поединке с «Викингуром». В общей сложности за фарерский клуб провёл 15 матчей в чемпионате, в которых забил один мяч.
В январе 2022 года перебрался в Швецию, где подписал однолетний контракт с «Эстерсундом». В его составе выступал в Суперэттане. В конце года подписал с клубом новый контракт, рассчитанный на два года. За три года в команде получил две травмы крестообразных связок, в результате чего был вынужден пропустить большую часть сезона 2023 года. Восстановившись от травмы осенью приступил к тренировкам и в ноябре сумел вернуться на поле. В начале июля 2024 года досрочно расторг контракт с клубом и покинул команду. 
9 июля 2024 года перешёл в норвежский «Йерв», выступавший во втором дивизионе, и подписал с клубом контракт, рассчитанный на полтора года.

## Личная жизнь
Фамилия Яблински у футболиста от отца, который является польским немцем.